# Dannebrog (Schiff, 1932)
Die Königsyacht Dannebrog (dän. Kongeskibet [ˈkɔŋəsgiːʔbəð] „Königsschiff“) ist das Schiff der dänischen Königsfamilie. Die 1932 gebaute Luxusyacht (Int. Rufzeichen: OUDA) ist wie ihre Vorgängerin gleichen Namens (1879–1932) benannt nach der Flagge Dänemarks, dem Dannebrog. Sie ist zusammen mit der norwegischen Norge eine der beiden verbliebenen Königsyachten Europas.

## Geschichte
Die Königsyacht Dannebrog wurde 1931 von Königin Alexandrine in Kopenhagen getauft und hatte am 26. Mai 1932 ihre Jungfernfahrt. Das Schiff dient heute als offizielle und private Residenz von König Frederik und anderen Mitgliedern der Königsfamilie während offizieller überseeischer Besuche oder auf Sommerfahrt in heimischen Gewässern. Gleichzeitig ist die Dannebrog ein Marineschiff, das an der Seeüberwachung und dem Rettungsdienst teilnimmt. Die militärische Schiffskennung (A540) ist nicht am Rumpf angebracht, sondern wird durch Signalflaggen am Fockmast angezeigt. Im Rahmen einer Modernisierung wurden 1980 die beiden Dieselmotoren von Burmeister & Wain eingebaut und 1988 ein Bugstrahlruder von Jastram mit ergänzt.
Die Dannebrog wurde von N. K. Nielsen entworfen und 1931–32 bei der Marinewerft (Orlogsværftet) in Kopenhagen gebaut. Sie löste den Raddampfer Dannebrog von 1879 ab. Der Schiffsrumpf besteht aus genietetem Stahl. Das Schiff ist in zwei Sektionen unterteilt: Vor dem Schornstein ist die Besatzung untergebracht, achtern befindet sich der königliche Aufenthaltsbereich. Als das Schiff im Zweiten Weltkrieg als Lazarettschiff diente, waren die Patienten in der königlichen Abteilung untergebracht. Das Achterschiff über Deck wird für Empfänge genutzt.
In den königlichen Räumlichkeiten befinden sich die Arbeitszimmer des Königs, der Speisesalon, der Gemeinschaftssalon, Schlafzimmer usw. Die Ausstattung wurde von Königin Margrethe II. mit ausgewählt. Teile des vorherigen Königsschiffs von 1879 sind ebenfalls verbaut worden. Die zwei bei der Indienststellung montierten Salutkanonen (Kaliber 37 mm) wurden im Jahr 1948 ausgebaut.
Die Königsyacht bildet in der dänischen Marine ein eigenständiges Kommando, das vom Yachtkapitän Ihrer Majestät geführt wird. Er ist gleichzeitig Mitglied ihres Hofstabes. Die volle Besatzung der Dannebrog besteht aus neun Offizieren, sieben Unteroffizieren, zwei Bootsleuten und 36–39 Wehrpflichtigen, die allesamt von der dänischen Marine handverlesen sind. Jedes Jahr im Januar beginnt ein neues Team von Wehrpflichtigen an der Grundausbildungsschule der Marine in Frederikshavn, wo sie eine umfassende Marineausbildung absolvieren, bevor sie sich im April an Bord der Dannebrog begeben. Es sind die Wehrpflichtigen, die alle praktischen Aufgaben an Bord erledigen, wie Steuermann und Ausguck während der Fahrt, Wachdienst im Hafen sowie das Reinigen und Polieren der beträchtlichen Mengen an Messing, die sich außen und innen auf dem Schiff befinden. Auch Köche, Bäcker und Maschinisten sind Wehrpflichtige mit entsprechender Fachausbildung. Nach Abschluss des Dienstes und der Ausbildung an Bord der Dannebrog setzt ein sehr großer Teil der Wehrpflichtigen ihre Karriere auf den anderen Schiffen der Marine fort. 3.300 Wehrpflichtige sind bislang auf der Dannebrog ausgebildet worden. Die Offiziere und Unteroffiziere dienen zwei bis vier Jahre auf dem Schiff, während die Wehrpflichtigen nur für einen Sommer anmustern. Reisen der König und maximal 14 Passagiere mit dem Schiff, wird die Mannschaft um 27 Personen des königlichen Haushalts erhöht.
Seit der Inbetriebnahme 1932 hat das Schiff über 800.000 Seemeilen zurückgelegt und fast alle Häfen in Dänemark, Grönland und auf den Färöern besucht. Die Dannebrog wird jeden Sommer vom Königspaar für Reisen (dänisch Dannebrogstogter) in verschiedene dänische Städte eingesetzt, bei denen sie ihre Landsleute besuchen. Diese Tradition übernahmen sie von Frederik IX. und Königin Ingrid, die ebenfalls regelmäßig im Sommer mit der Königsyacht dänische Städte und ihre Bewohner besuchten. Das Schiff war auch in vielen europäischen Häfen zu Besuch, insbesondere in Frankreich, dem Mittelmeer und der Karibik. 1980–81 wurde die Königsyacht einer Überholung und Erneuerung unterzogen, um sie an die heutigen Bedingungen anzupassen, insbesondere wurde die Hauptmaschine erneuert.

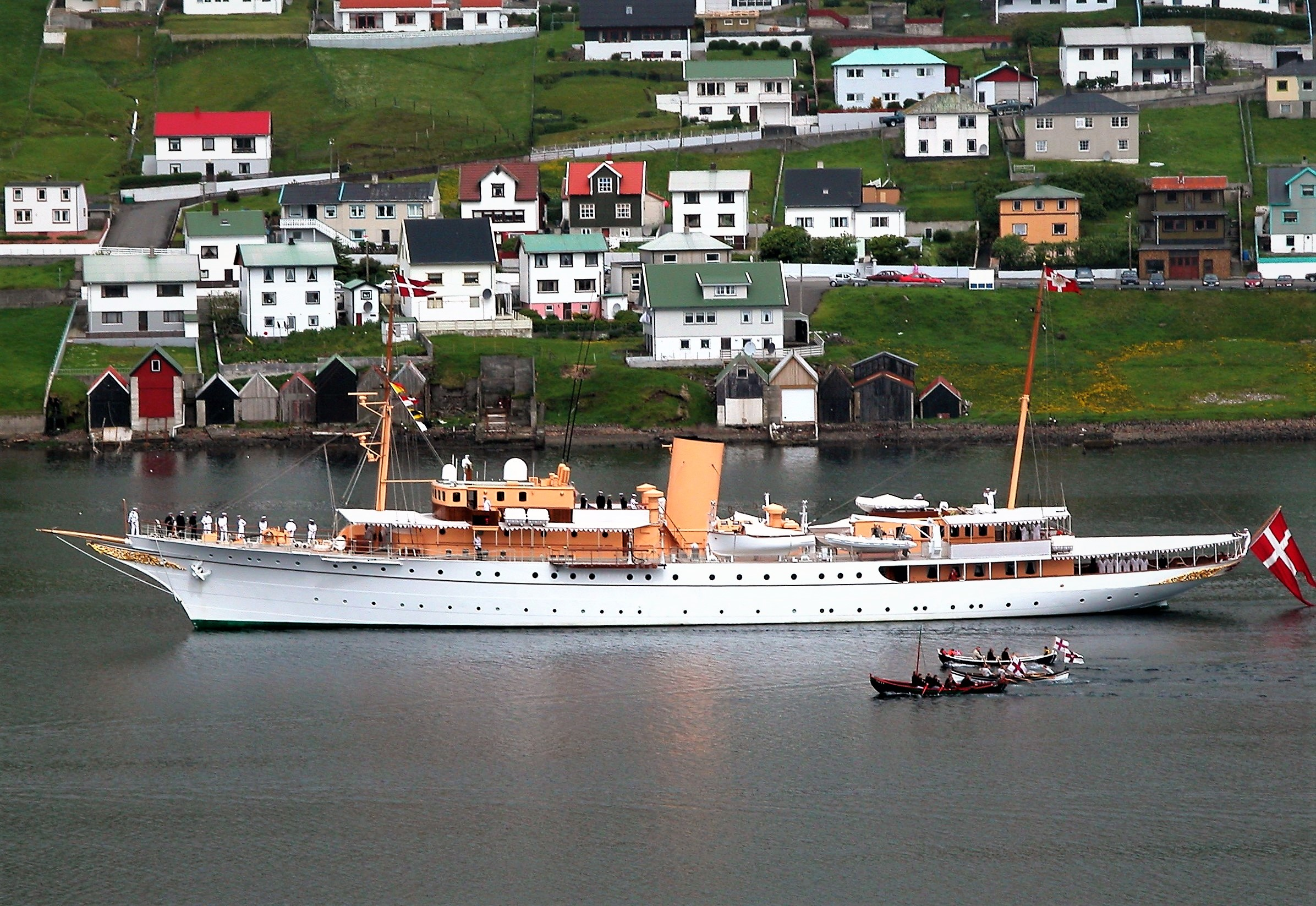
Die Dannebrog auf den Färöern 2005
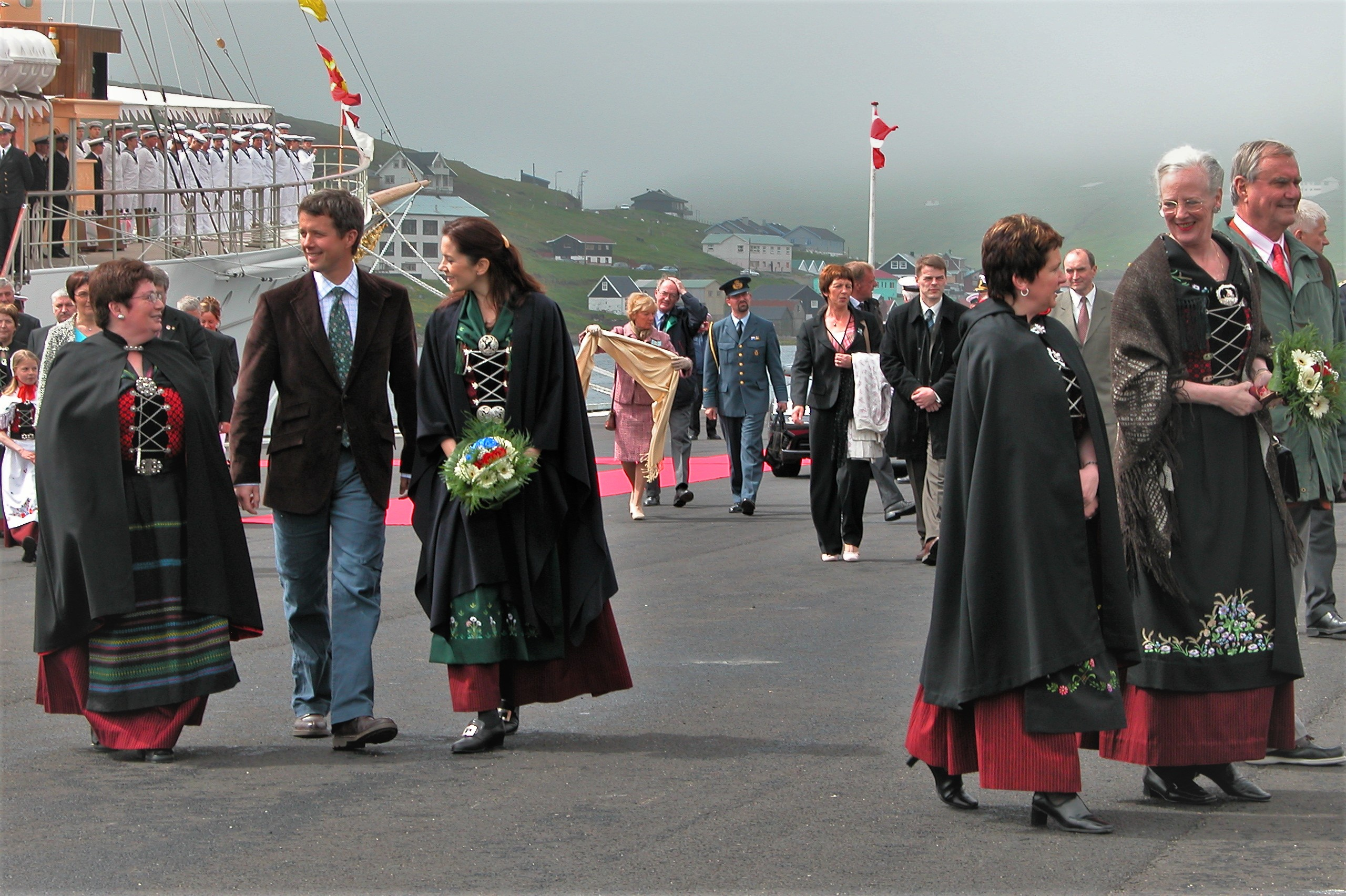
Die Königsfamilie geht in Vágur von Bord
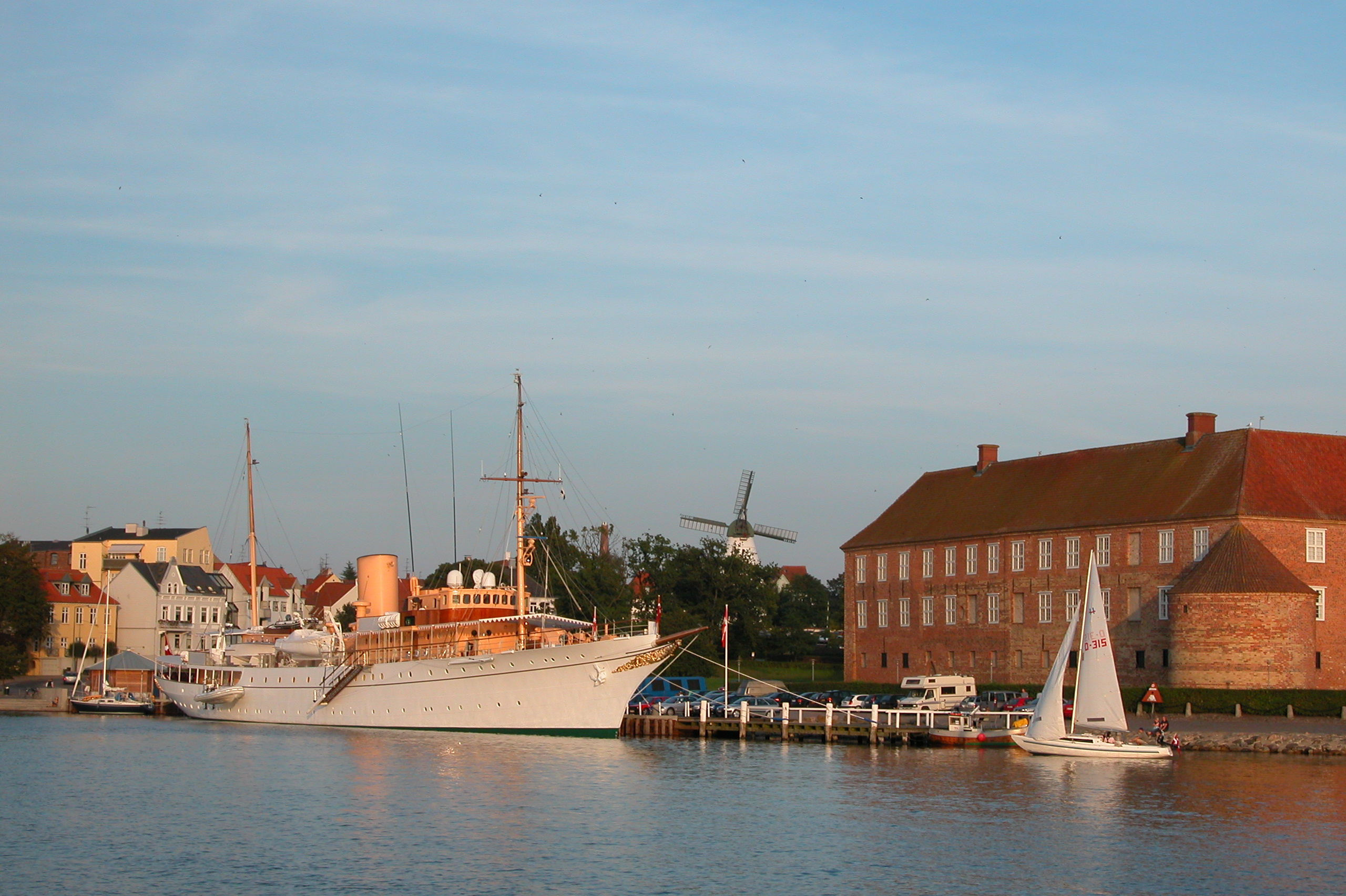
Die Dannebrog in Sønderborg
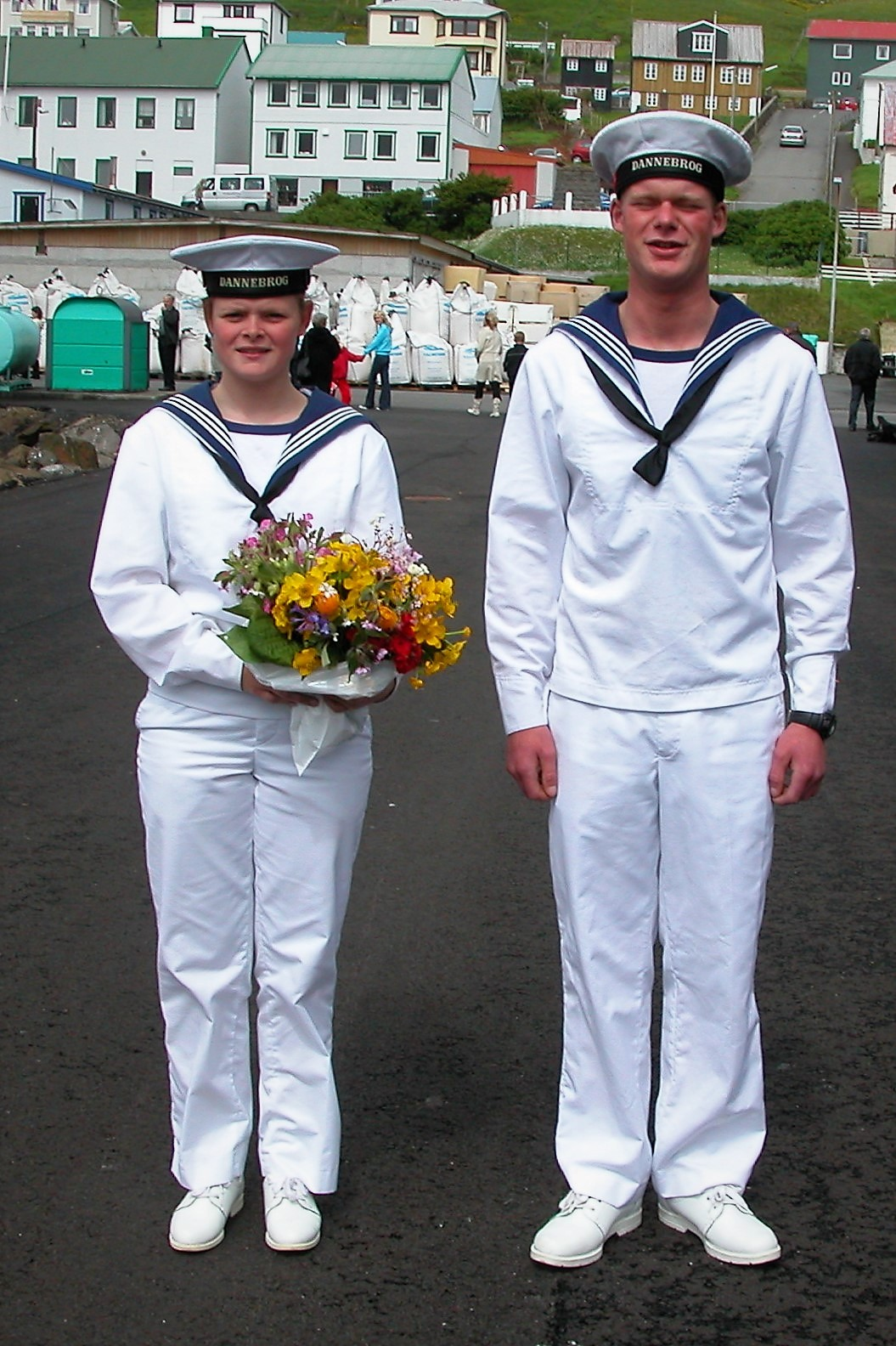
Zwei Besatzungsmitglieder
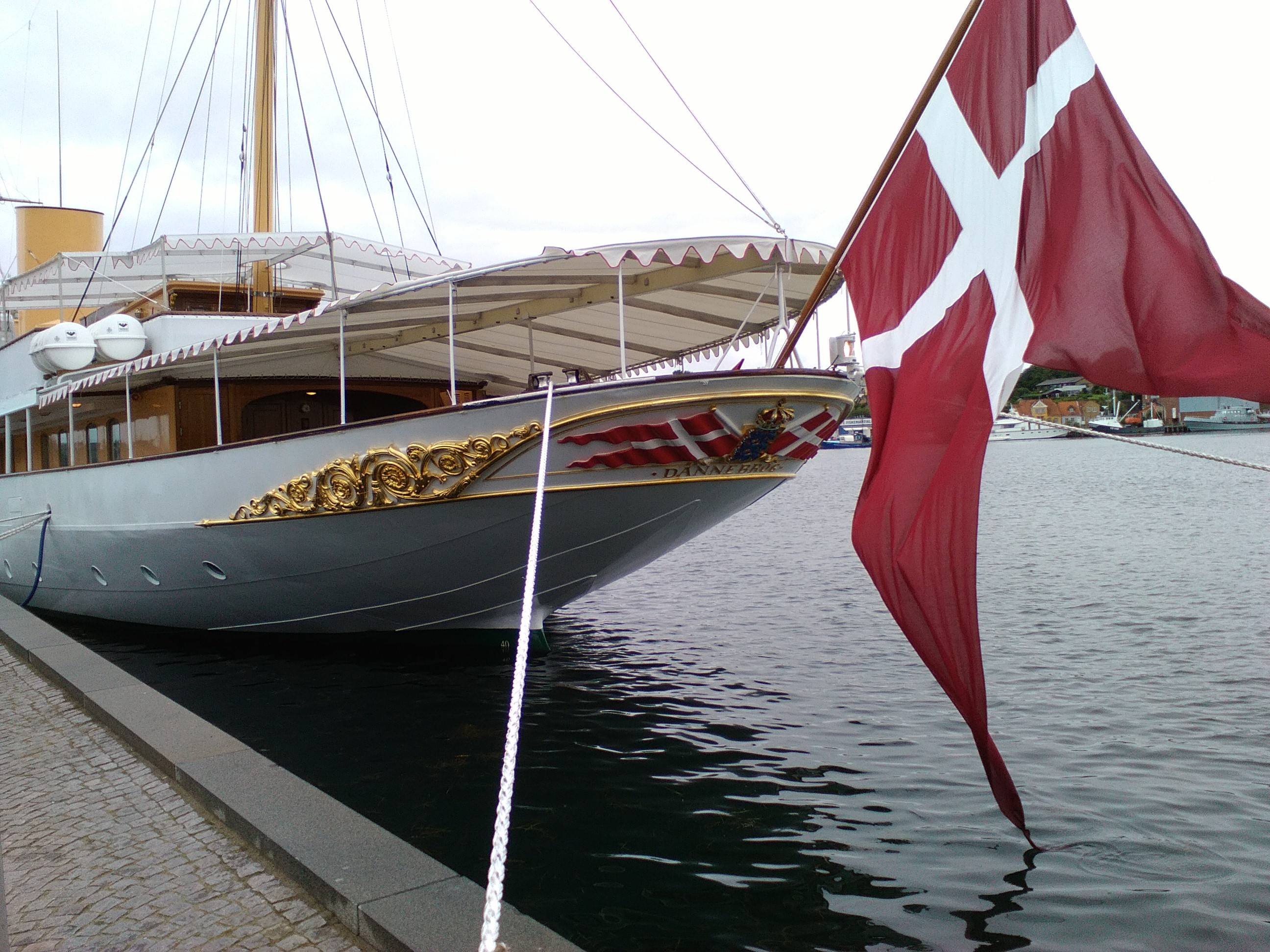
Heck der Dannebrog